# Phryganoporus vandiemeni
Phryganoporus vandiemeni là một loài nhện trong họ Desidae.
Loài này thuộc chi Phryganoporus. Phryganoporus vandiemeni được miêu tả năm 1983 bởi Gray.